# Federico Villagra

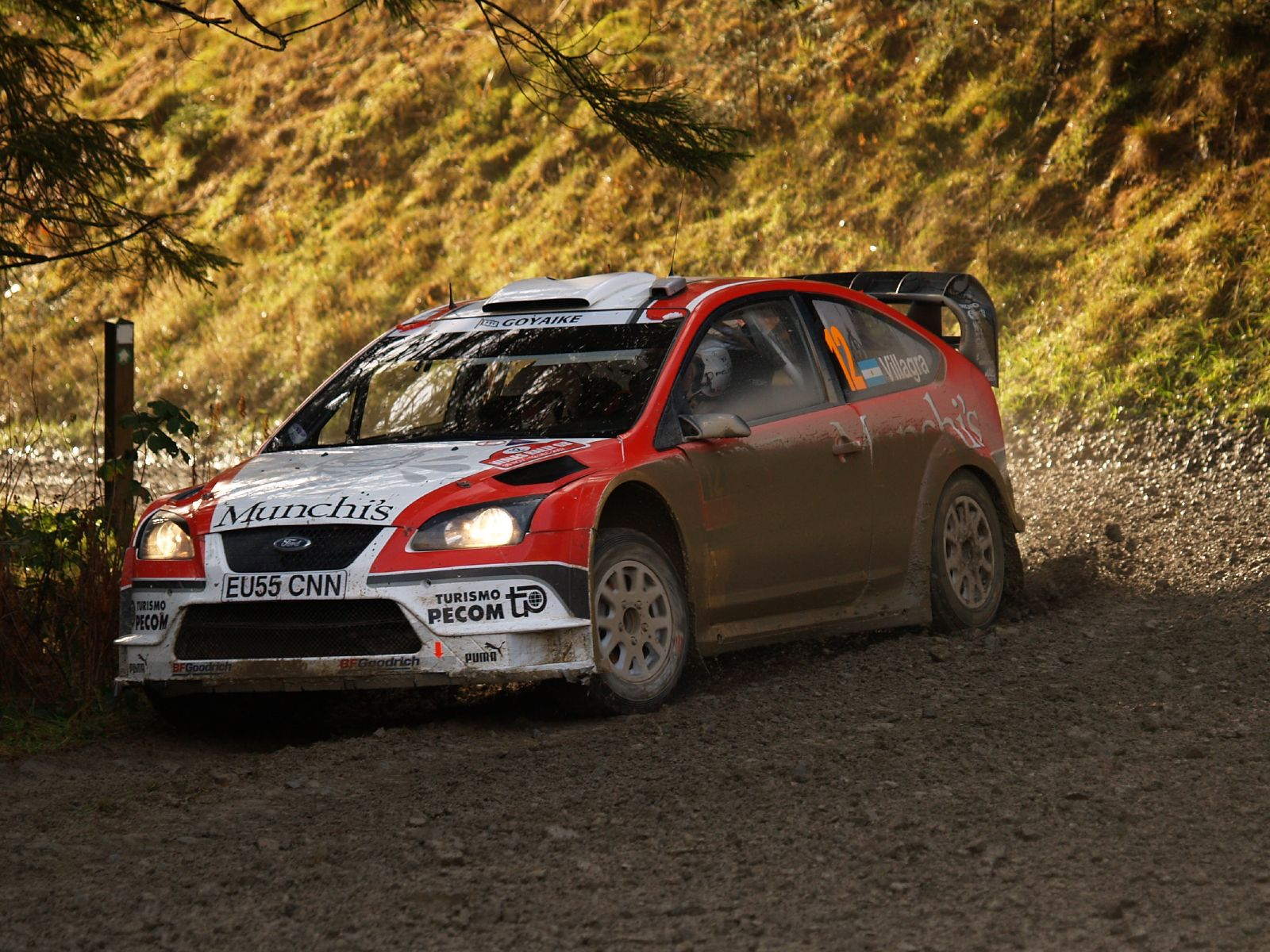
Villagra al Ral·li de Gal·les de 2007.

Federico Villagra (Argentina, 21 de maig de 1969) és un pilot de ral·lis del Campionat Mundial de Ral·lis de l'equip Munchi's Ford World Rally Team. El seu copilot és el també argentí Jorge Pérez Companc.
Villagra fou un pilot habitual del Ral·li de l'Argentina del 2000 al 2004, si bé ja hi havia debutt l'any 1998. El seu millor lloc absolut fou un 13é lloc la temporada 2002, si bé val a dir que fou el guanyador del GrupN des del 2002 fins al 2004.
L'any 2005 disputà sis ral·lis del Mundial, tornant a la següent temporada a disputar novament tan sols el ral·li argentí. FInalment, la temporada 2007 es convertí en pilot de l'equip Munchi's Ford World Rally Team, compartint equip amb Luís Pérez Companc, on disputà 8 ral·lis, finalitzant 7é al Ral·li del Japó tot obtenint 2 punts que el feren classificar 20é del Campionat.
La temporada 2008 disputà 10 dels 15 ral·lis del Mundial, obtenint la 14a posició final del Campionat.